# Jong Dietschland (1898-1914)
Jong Dietschland was een Belgisch Nederlandstalig katholiek tijdschrift.

## Historiek
Het tijdschrift verscheen aanvankelijk onder de titel Dit is Jong Dietschland en werd voor het eerst uitgegeven in 1898 op initiatief van Lodewijk Dosfel, die het de eerste edities onder verschillende initialen vrijwel alleen verzorgde. Mede-stichter was Juul van Lantschoot en drukker was Victor Delile. Vanaf 1901 verscheen het onder de titel Jong Dietschland.
Het tijdschrift presenteerde zich als studentenblad voor kunst en letteren en werd aanvankelijk uitgegeven te Dendermonde. Later werd het tijdschrift uitgegeven te Brussel (1904-'05), Brecht (1905-'06), Dendermonde (1906-'07), Brussel (1907-'09) en wederom te Brecht (1909-'14). Vanaf de elfde jaargang werd Jong Dietschland voornamelijk samengesteld door pater Jozef van Mierlo en Joris Eeckhout, wel bleef Dosfel (op de achtergrond) actief als hoofdredacteur. 
De publicatie werd stopgezet nadat de woning van Dosfel in september 1914 getroffen werd door een oorlogsbrand.

## Bekende (ex-)medewerkers
- Jan Bernaerts[2]
- Jozef De Cock
- Victor Delile
- Lodewijk Dosfel

- Joris Eeckhout
- Jules Persyn
- Juul van Lantschoot
- Jozef van Mierlo

- Leo Van Puyvelde
- Cyriel Verschaeve
- Aloïs Walgrave